# Baronissi
Baronissi är en ort och kommun i provinsen Salerno i regionen Kampanien i Italien. Kommunen hade 17 051 invånare (2017).